# God, Your Mama, and Me
"God, Your Mama, and Me" é uma canção gravada pela dupla Florida Georgia Line em colaboração com o grupo Backstreet Boys, ambos estadunidenses. Foi composta por Josh Kear, Hillary Lindsey e Gordie Sampson e lançada em 23 de janeiro de 2017, através da Republic Nashville. A faixa é o terceiro single retirado do terceiro álbum de estúdio de Florida Georgia Line, Dig Your Roots (2016).

## Antecedentes e composição
"God, Your Mama, and Me" foi composta em setembro de 2015 no escritório de um de seus compositores Josh Kear, que havia se inspirado em sua filha de seis anos de idade e no amor inabalável de um pai. Os co-compositores Gordie Sampson e Hillary Lindsey haviam gostado da ideia de seu título e expandiram o conceito da canção. Kear comentou sobre quando forneceu a ideia central de "God, Your Mama, and Me" dizendo: "Foi quando eu joguei o título na sala com Gordie e Hillary e os ouvi conversando sobre o quão apropriado este sentimento era para parceiros, amigos e etc., que eu percebi que era uma grande coisa a dizer sobre alguém que você ama" e acrescentou: "Quem não quer ser amado incondicionalmente?".
Considerada uma homenagem ao amor incondicional, a canção foi inicialmente gravada em junho de 2016 pela dupla de música country Florida Georgia Line nos vocais. Tyler Hubbard da dupla, comentou sobre seu tema lirico dizendo: "é assim que nos sentimos em relação as nossas esposas e naturalmente fomos atraídos por essa canção". Já Brian Kelley, considera que suas letras oferecem uma profundidade implícita sobre "oferecer amor sem exigir nada em troca", como sendo sua principal mensagem.
Em 11 de junho de 2016, Nick Carter, membro do grupo pop Backstreet Boys, que havia se tornado amigo da dupla e participado de uma de suas apresentações durante o CMA Music Festival em Nashville, Estados Unidos, conheceu algumas canções no qual o Florida Georgia Line estava gravando, após serem tocadas pela dupla para ele no ônibus de sua turnê, após seu concerto no festival. Carter por sua vez se interessou pela faixa "God, Your Mama, and Me". Então, o Florida Georgia Line perguntou aos membros do Backstreet Boys, através de seu gerente Seth England, se o grupo estaria interessado em gravar com eles, e todos os cinco membros do grupo concordaram.
A canção foi gravada em 27 de junho de 2016 no NightBird Recording Studios em West Hollywood, Califórnia, Estados Unidos, onde a mesma recebeu Carter cantando seu segundo verso, enquanto AJ McLean e Kevin Richardson cantaram sua ponte. A dupla comentou que ter o Backstreet Boys participando da canção era algo que imaginavam no estúdio durante a gravação. Hubbard citou sobre como realizar isto foi incrível para o  Florida Georgia Line e como este fato para ele "levou a canção para o próximo nível".

## Vídeo musical
O vídeo musical correspondente de "God, Your Mama, and Me" foi lançado em 20 de fevereiro de 2017, através do canal oficial de Floria Georgia Line pela plataforma de vídeos Youtube. O vídeo apresenta filmagens de cada cantor, gravados de telefones celulares e câmeras de ação, onde surpreendem suas esposas com atos aleatórios de amor e gentilezas. Em março de 2019, o vídeo musical atingiu 34 milhões de visualizações.

## Desempenho nas tabelas musicais
Um pouco antes do lançamento de Dig Your Roots em agosto de 2016, "God, Your Mama, and Me" foi disponibilizada como uma faixa de gratificação instantânea no iTunes, com isso, em 10 de setembro de 2016, ela entrou na parada Billboard Hot Country Songs, através da posição de número 28, ao obter 25.000 cópias vendidas em sua primeira semana. Após tornar-se o terceiro single de Dig Your Roots em 23 de janeiro de 2017, a canção estreou em número 51 pela Billboard Country Airplay em 28 de janeiro, quando foi enviada as rádios como single. Em 8 de julho, "God, Your Mama, and Me" se estabeleceu em número um pela mesma parada, além de posicionar-se em seu pico de número quatro pela Billboard Hot Country Songs na mesma data.
Em 18 de março de 2017, "God, Your Mama, and Me" efetuou sua entrada na Billboard Hot 100 através da posição de número 92, atingindo mais tarde, seu pico de número 46 em 8 de julho. Sua primeira entrada levou o Backstreet Boys a realizar seu primeiro retorno à parada desde 2007. Até agosto de 2017, suas vendas atingiram apenas nos Estados Unidos, 435.000 cópias. Em dezembro de 2009, a canção foi certificada como multi-platina pela Recording Industry Association of America (RIAA) por sua vendagem de 2 milhões de cópias digitais.
| Tabela musical (2017)                        | Melhor posição |
| -------------------------------------------- | -------------- |
| Canadá - Canadian Hot 100                    | 79             |
| Canadá - Billboard Country                   | 3              |
| Estados Unidos - Billboard Hot 100           | 46             |
| Estados Unidos - Billboard Radio Songs       | 19             |
| Estados Unidos - Billboard Country Airplay   | 1              |
| Estados Unidos - Billboard Hot Country Songs | 4              |

| Tabela musical (2017)                        | Posição |
| -------------------------------------------- | ------- |
| Canadá - Billboard Country                   | 35      |
| Estados Unidos - Billboard Country Airplay   | 37      |
| Estados Unidos - Billboard Hot Country Songs | 14      |

### Vendas e certificações
| Região | Certificação  | Vendas     |
| --- | ------------- | ---------- |
| Estados Unidos (RIAA) | Multi-Platina | 2,000,000‡ |
| *números de vendas baseados somente na certificação ^distribuições baseadas apenas na certificação ‡vendas+valores de streaming baseados somente na certificação |               |            |